# Andreas Hase

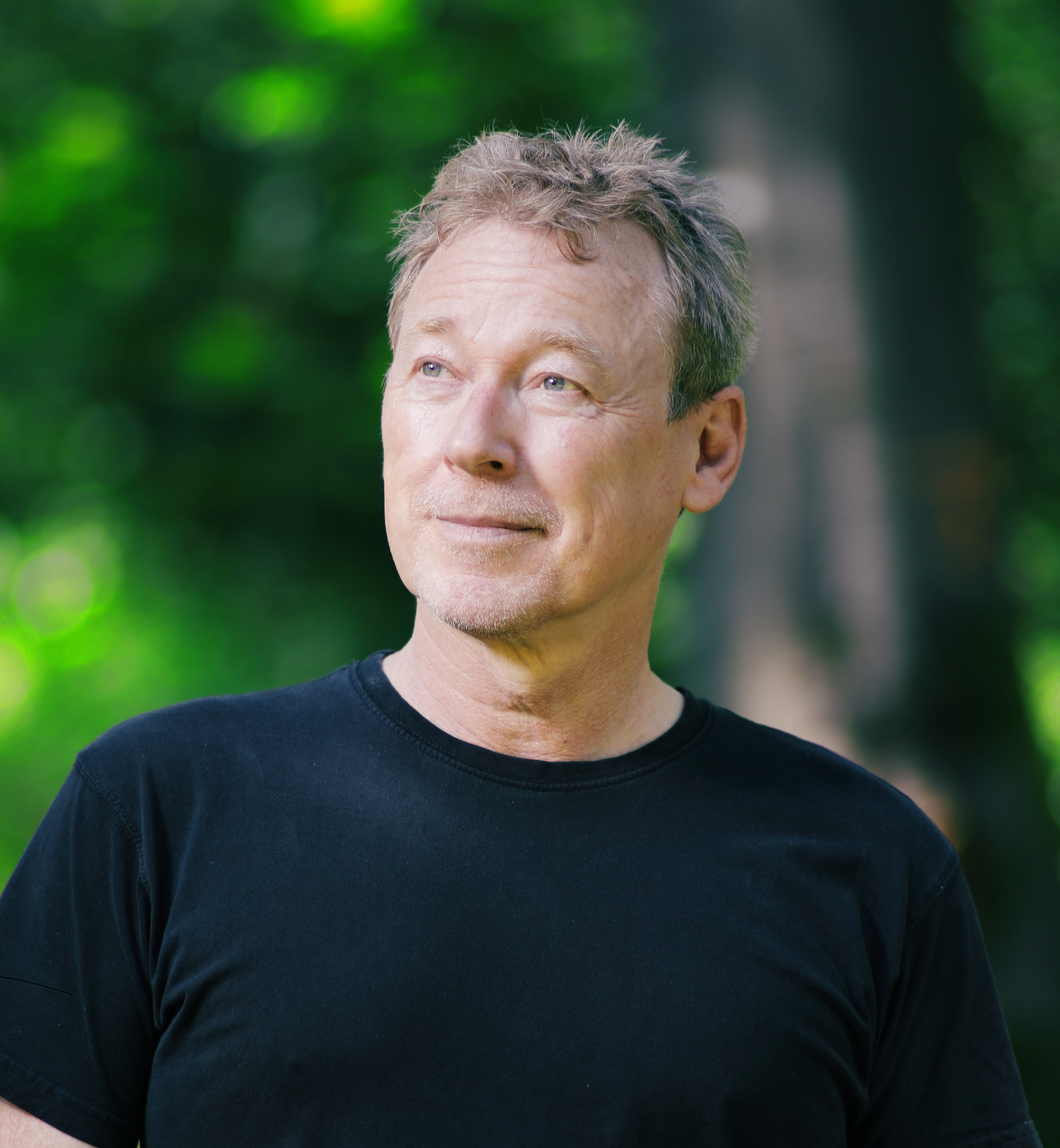
Andreas Hase (2022)

Andreas Hase (* 15. Februar 1965 in Oberndorf am Neckar) ist ein deutscher Autor von spirituellen- und von Naturbüchern aus dem Genre der literarischen Sachbücher.

## Leben
Andreas Hase ist Vorstand des Familienerholungswerkes der Diözese Rottenburg-Stuttgart e.V. sowie Vorstandsmitglied des Katholischen Arbeitskreises für Familienerholung und Gründungsmitglied und Delegierter des Bundesarbeitsgemeinschaft Familienerholung e.V.

## Werke
- mit Ursula Stumpf, Vera Zingsem: Mythische Bäume. Kosmos, Stuttgart 2017, ISBN 978-3-440-15002-3.
- Bäume – tief verwurzelt. (Illustrationen: Paschalis Dougalis), Kosmos, Stuttgart 2018 ISBN 978-3-440-15869-2.
- Der Tod macht leicht. Nymphenburger, Stuttgart 2020, ISBN 978-3-485-02977-3.
- Bäume für die Seele. Nymphenburger, Stuttgart 2022, ISBN 978-3-96860-032-1.
- Bäume: Über die Wurzeln einer tiefen Verbindung, Stuttgart 2023, ISBN 978-3440177037.